# الجبهة الإسلامية للجهاد المسلح (الجزائر)
- تتناول هذه المقالة الفصيل الإسلامي الجزائري. للتعرف على الحزب السياسي الفلسطيني المسمى أيضًا «فدا» انظر الاتحاد الديمقراطي الفلسطيني.

كانت الجبهة الإسلامية لـ الجهاد المسلح (الاسم باللغة الفرنسية، Front Islamique du Djihad Armé، ومن هنا جاء الاختصار فدا) منظمة إسلامية عسكرية نشطة أثناء حرب العشرية السوداء في الجزائر. وكانت تدعو للإطاحة العنيفة بالحكومة الجزائرية العلمانية وتطالب بنظام حكم قائم على أحكام الشريعة.

## تاريخ

### التأسيس
تأسست سنة 1993من قبل الجزائريين، ضمت عناصر إرهابية مثقفة وذات تكوين جامعي، وجهت نشاطها ضد الشخصيات السياسية، والفنانين، والمثقفين والصحافيين.

### الإندماج
اندمجت الجبهة يوم 21 يوليو 1996، برعاية مصطفى كارتالي، مع حركة الدولة الإسلامية (MEI) والفصائل المنشقة من الجماعة الإسلامية المسلحة (GIA) لتشكيل الحركة الإسلامية للدعوة والجهاد (MIPD).